# Sarah Clarke
Sarah Clarke (St. Louis, Missouri, 1972. február 16. –) amerikai színésznő.
Leghíresebb szerepe a 24 című sorozatból Nina Myers.

## Életpályája

### Fiatalkora
Anyja, Carolyn háztartásbeli, apja Ernest Clarke, mérnök. Clarke az Indiana Egyetemre járt, illetve a Circle in the Square Theatre Schoolban színészetet tanult, Olaszországban, Bolognában is töltött egy évet.

### Karrierje
1999-ben egy Volkswagen reklámban kezdte pályafutását. 2000-ben már rövidfilmben is szerepelt, aminek a címe Pas de deux volt. 2000-ben és 2001-ben több kisebb mellékszerepet is kapott, köztük a Vészhelyzetben és a Szex és New York-ban.
2001-ben megkapta a CTU ügynök Nina Myers szerepét a 24-ben, ahol 3 évadon keresztül szerepelt, 36 epizódban. Alakításával több díjat is nyert. A hangját is adta a 24 játék változatához.
Mellékszereplőként feltűnt a Doktor House című sorozatban. A Stephenie Meyer regénye alapján készült Alkonyat című filmben 2008-ban Renée Dwyer szerepét játszotta el. 2009. január 26-án volt a Trust Me című amerikai sorozat premierje, amiben Clarke is egy fontosabb szerepet kapott.

## Magánélete
Férjezett, párja Xander Berkeley, akivel a 24 című sorozat forgatásán ismerkedett meg. Ő játszotta a 2. évadig a CTU igazgatóját, George Mason-t. 2002 szeptemberében házasodtak össze. 2006. szeptember 26-án megszületett első gyermekük, Olwyn Harper.

## Filmjei
- Szex és New York (2000)
- Ed (2001)
- 24 (2001-2004)
- Célkeresztben (2002)
- Tizenhárom (2003)
- Karen Sisco - Mint a kámfor (2003)
- Hepiendek (2005)
- Doktor House (2005)
- Titkos küldetés (2005)
- Las Vegas (2005)
- Az elnöknő (2006)
- Életfogytig zsaru (2007)
- Alibi (2007)
- The cleaner - A független (2008)
- Alkonyat (2008)
- Reklám-barátok (2009)
- Men of a Certain Age (2009-2011)
- Alkonyat – Napfogyatkozás (2010)
- Hálószobák (2010)
- Alkonyat: Hajnalhasadás – 1. rész (2011)
- Nikita (2011-2012)
- Kettős ügynök (2012)
- Alkonyat: Hajnalhasadás – 2. rész (2012)
- A kiválasztottak (2013-2014)
- Harry Bosch – A nyomozó (2015-2018)
- NCIS (2016)
- Különleges ügyosztály (2017)
- Amerikai aranyifjak (2018)